# 花園BL倶楽部
花園BL倶楽部（はなぞのビーエルくらぶ）は、Galge.comで毎月1回配信されたインターネットラジオ番組である。声優の一条和矢と佐藤勝巨がパーソナリティを務めている。

## 番組コーナー
- ふつおた
- あなたにはこんなセリフがお似合いよ
- 私だけのBLドラマ
- 妄想キャスト